# 1. ceremonia wręczenia Oscarów
1. ceremonia wręczenia Oscarów odbyła się 16 maja 1929 na prywatnym przyjęciu w Hollywood Roosevelt Hotel przy Hollywood Boulevard w Los Angeles. Bilety kosztowały 5 dolarów, a uroczystość oglądało 270 osób – w większości członków Amerykańskiej Akademii Sztuki i Wiedzy Filmowej. Ceremonia, którą poprowadził Douglas Fairbanks, trwała około 15 minut i odbyła się trzy miesiące po ogłoszeniu zwycięzców. Nagrodzono filmy mające swoją premierę w czasie od 1 sierpnia 1927 do 1 sierpnia 1928. Rozdanie nagród nie było transmitowane.
Na pierwszej ceremonii aktor i reżyser mógł otrzymać Oscara za całokształt pracy w ciągu roku. Przykładowo Niemiec Emil Jannings otrzymał nagrodę dla najlepszego aktora za dwie role: Ostatni rozkaz (The Last Command) i Niepotrzebny człowiek (The Way of All Flesh), a Amerykanka Janet Gaynor dla najlepszej aktorki za trzy role: Siódme niebo (7th Heaven), Anioł ulicy (Street Angel) i Wschód słońca (Sunrise: A Song of Two Humans).

## Laureaci i nominowani
Dla wyróżnienia zwycięzców poszczególnych kategorii, napisano ich pogrubioną czcionką oraz umieszczono na przedzie (to jest poza kolejnością nominacji na oficjalnych listach).

### Najlepszy film
- wytwórnia: Paramount Pictures − Skrzydła (jedyny w historii Oscarów film niemy nagrodzony w tej kategorii)
- wytwórnia: United Artists − Banda
- wytwórnia: FOX − Siódme niebo

### Najwyższa jakość artystyczna
- FOX − Wschód słońca
- Metro-Goldwyn-Mayer − Człowiek z tłumu
- Paramount − Chang

### Najlepszy aktor
- Emil Jannings − Ostatni rozkaz i Niepotrzebny człowiek(inne języki)
- Richard Barthelmess − Pętla i The Patent Leather Kid

### Najlepsza aktorka
- Janet Gaynor − Siódme niebo, Anioł ulicy i Wschód słońca
- Louise Dresser − A Ship Comes In
- Gloria Swanson − Sadie Thompson

### Najlepszy reżyser komedii
- Lewis Milestone − Awantura arabska
- Ted Wilde − Speedy

### Najlepszy reżyser dramatu
- Frank Borzage − Siódme niebo
- Herbert Brenon − Sorrell i syn
- King Vidor − Człowiek z tłumu

### Najlepsze materiały do scenariusza
- Ben Hecht − Ludzie podziemia
- Lajos Bíró − Ostatni rozkaz

### Najlepszy scenariusz adaptowany
- Benjamin Glazer − Siódme niebo
- Alfred A. Cohn(inne języki) − Śpiewak jazzbandu
- Anthony Coldeway(inne języki) − Sławetna Betsy

### Najlepsze napisy filmowe
- Joseph W. Farnham (nominacja ta nie była związana ze ściśle określonym filmem)
- Gerald Duffy(inne języki) − Prywatne życie Heleny Trojańskiej
- George Marion Jr.(inne języki) (nominacja ta nie była związana ze ściśle określonym filmem)

### Najlepsze zdjęcia
- Charles Rosher i Karl Struss(inne języki) − Wschód słońca
- George Barnes(inne języki) − Sadie Thompson, Magiczny płomień i Diabelska tancerka

### Najlepsza scenografia i dekoracja wnętrz
- William Cameron Menzies − Gołębica i Burza
- Rochus Gliese(inne języki) − Wschód słońca
- Harry Oliver(inne języki) − Siódme niebo

### Najlepsze efekty inżynieryjne
- Roy Pomeroy − Skrzydła
- Ralph Hammeras(inne języki) (nominacja ta nie była związana ze ściśle określonym filmem)
- Nugent Slaughter(inne języki) (nominacja ta nie była związana ze ściśle określonym tytułem, jednak sędziowie najczęściej wspominali powiązania Slaughtera z filmem Śpiewak jazzbandu)

### Oscary honorowe i specjalne
- Warner Brothers − za wyprodukowanie pionierskiego filmu dźwiękowego Śpiewak jazzbandu, który zrewolucjonizował przemysł filmowy
- Charlie Chaplin − za stworzenie, zagranie i wyreżyserowanie filmu Cyrk